# Cat Anderson

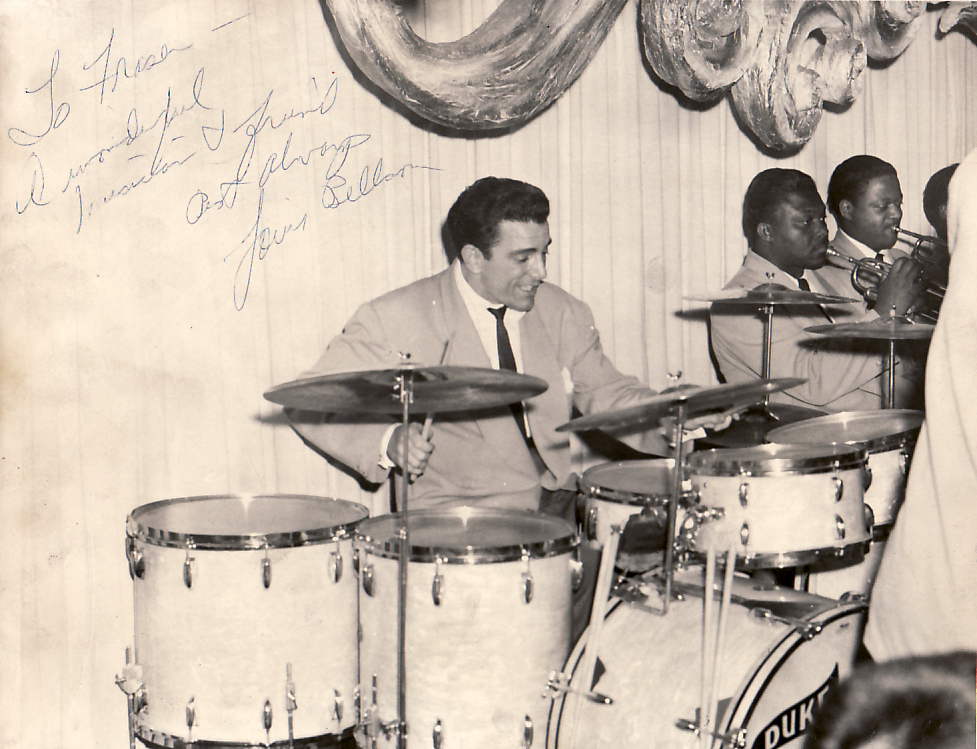
Cat Anderson tocando la trompeta a la derecha de Louis Bellson. A la derecha de Anderson, también tocando la trompeta, Clark Terry. Fotografía tomada en 1952.

Cat Anderson (William Alonzo Anderson, Greenville, de Carolina del Sur, 12 de septiembre de 1916 - Los Ángeles, 30 de abril de 1981) fue un trompetista estadounidense de jazz.  
Fue conocido sobre todo como miembro de la orquesta de Duke Ellington y por tener un registro muy amplio con la trompeta, sobre todo en la región de los agudos.

## Discografía
- Cat on a hot tin horn (1958) (EmArcy)
- Cat Anderson & the Ellington All Stars in Paris (1958) (Disques Swing)
- Cat anderson plays at 4 a.m. (1958) (Emidisc)
- Ellingtonia (1959), con Charlie Parker
- Cat speaks (1977) (Classic Jazz)
- Plays W.C. Handy (1977) (Black & Blue)